# Þjófahraun
Le Þjófahraun, toponyme islandais signifiant littéralement en français « désert de lave des voleurs », est un désert de lave et un graben d'Islande qui forme une vallée dans le sud-ouest du pays, au nord-est des Þingvellir et du Þingvallavatn, au nord-ouest du Laugarvatn et au sud du Skjaldbreiður.

## Géographie
Délimité au nord par le Skjaldbreiður et au sud par le Gjábakkahraun qui débouche sur le Þingvallavatn, le Þjófahraun forme une vallée rectiligne et étroite orientée nord-est-sud-ouest, au fond plat peu pentu et légèrement incliné vers le sud. Elle est encadrée par deux alignements rectilignes de reliefs : au nord-ouest le Tindaskagi, le Tröllatindur et la Hrafnabjörg et au sud-est le Skriða, la Skefilsfjallahorn, la Skefilfjöll, les Kálfstindar et la Hrútafjöll.
À son extrémité méridionale s'élève un petit relief pyramidal, le Þjófahnúkur. Le Þjófahraun communique avec les Þingvellir via le Tindaskagaheiði, une échancrure dans les reliefs du nord-ouest qui descend en pente douce. 